# MobiSIR
MobiSIR är ett varumärke och projektnamn för ett svenskt mobiltelefoninät som Trafikverket (f d Banverket) har byggt för att använda i driften och underhållet av Sveriges järnvägar. Nätet gör att alla järnvägsfordon utrustade med GSM-R-telefoner så gott som alltid är nåbara från driftledningscentralerna. Mobilnätet kan också användas vid arbete längs spåret, eller för samtal mellan ombordpersonal och deras hemmakontor.
I en första fas har MobiSIR sedan 1998 byggts ut längs de delar av järnvägens stomnät som förvaltas av Banverket. Totalt innebär detta att drygt 800 basstationer har byggts längs en sträcka av mer än 700 mil järnväg. I en andra fas under åren 2005-2007 byggs nätet ut till att också omfatta sidolinjer, 2008 kom alltså nästan all järnväg i Sverige som förvaltas av Trafikverket att täckas av järnvägens eget mobilnät.
Bakgrunden till utbyggnaden av MobiSIR är de kommunikationsproblem som funnits inom den svenska järnvägen sedan driftradion successivt avvecklades. En stor del av landets järnvägar saknar tillfredsställande täckning av de kommersiella GSM-näten, och NMT 450-nätet är avvecklat. Även i de fall där täckning i kommersiella GSM-nät finns, kan dessa nät inte garantera tillräckligt antal kommunikationskanaler vid en nödsituation. Goda kommunikationsmöjligheter mellan driftledningscentralerna och personal i fordon eller längs spår är en förutsättning för säker tågtrafik.
MobiSIR-nätet är ett mobilnät som är byggt efter GSM-R-standarden, (GSM-railway). Det innebär att nätet förutom de funktioner som finns i vanliga GSM-nät har en rad funktioner som är speciellt anpassade efter järnvägens behov. GSM-R-standarden har tagits fram av Trafikverket i samarbete med järnvägsmyndigheterna i en rad olika europeiska länder. Alla EU-länder samt Norge och Schweiz håller på att bygga, eller planerar att bygga, sina egna GSM-R-nät. Detta innebär att järnvägsfordon kommer att kunna färdas genom flera olika länder, och i alla dessa länder använda samma telefoniutrustning och dra nytta av de speciella järnvägsfunktionerna som finns i nätet.

## Exempel på speciella järnvägsfunktioner i MobiSIR

### Järnvägsnödanrop
Järnvägsnödanrop gör att en användare i nöd med en enda knapptryckning kan sätta upp ett nödsamtal till driftledningscentralen och alla de övriga fordon eller banarbetare som finns i närheten.

### Ringa till tågnummer
Ringa till tågnummer gör att det går att ringa till ett visst tågnummer utan att behöva veta vilket fordon det är eller vem som är fordonsförare. Detta kräver att fordonsföraren registrerar tågnumret på telefonen.

### Prioritering av samtal
Prioritering gör att driftledningscentralen vid behov kan bryta ner ett pågående samtal i ett fordon för att framföra ett viktigt meddelande. Prioriteringen ser också till att mobilnätet automatiskt alltid gör plats för nödsamtal.

### Automatisk samtalsstyrning
Automatisk samtalsstyrning gör att en fordonsförare med ett tryck på en snabbtangent eller genom ett kortnummer automatiskt kopplas till den tågklarerare som ansvarar för sträckan där fordonet befinner sig.
MobiSIR gör det också enklare att överföra data trådlöst från fordon, eller från anläggningar längs spåret. Med GPRS-tjänsten som ingår i MobiSIR kan man kommunicera direkt från det lokala nätverket på Trafikverket med en växelövervakningsutrustning eller en fordonsmonterad positioneringsutrustning. MobiSIR ska i framtiden också vara den kommunikationskanal som förmedlar data till fordonen i ETCS, det europeiska tågstyrningssystem som planeras ersätta ATC.